# Konrad Gesselen
Konrad Gesselen (auch Konrad von Geismar, Conradus oder Konrad Gheßelin, * 1409; † 1469) aus Geismar in Hessen immatrikulierte sich 1425 und lehrte an der Universität Rostock. Er ging vor 1435 nach Thorn in Preußen, wo er 1435 dokumentiert ist. Dort war er Schulmeister und lehrte Astronomie und Mathematik. Gesselen wurde in Thorn ebenfalls als Vikar und Pfarrer bekannt.
Gesselens Mutter ist im Thorner Ratsbuch als Besitzerin eines Hauses in der Thorner Altstadt in der St.-Annen-Gasse von 1444 bis 1465 dokumentiert. Nach ihrem Tode richtete man in dem Haus ein Witwenasyl ein.
Gesselen schrieb einen Cisiojanus, also eine kalendarisch geordnete Sammlung von Merkversen für Fest- und Heiligentage und ihre Daten, in niederdeutscher Sprache und übersetzte umgekehrt die niederdeutsche Reimchronik Wigands von Marburg ins Lateinische.